# Katarina Peović
Katarina Peović  (Zagreb, 16. studenoga 1974.), hrvatska je političarka i istraživačica medija i kulture. Od ožujka do rujna 2018. godine bila je zastupnica stranke Radničke fronte u Gradskoj skupštini Grada Zagreba. 21. siječnja 2019. Katarina Peović objavila je kandidaturu za Hrvatske predsjedničke izbore 2019. kao kandidatkinja stranke Radnička fronta, te je u sučeljavanjima kandidata potakla medijsku vidljivost. Na parlamentarnim izborima 2020. godine izabrana je za zastupnicu u Hrvatskom saboru i bila je članica kluba Zeleno-lijeve koalicije. Na lokalnim izborima 2021. godine kandidirala se za gradonačelnicu Rijeke.

## Životopis
Rođena je u Zagrebu 16. studenoga 1974. godine. Komparativnu književnost i hrvatski jezik i književnost diplomirala je na Filozofskom fakultetu u Zagrebu (1993. – 1999.). Na istome je fakultetu magistrirala s temom Književnost i tehnologija novih medija (2004) i doktorirala s temom Novomedijska pismenost: Perspektive digitalne i mrežne tekstualnosti i društvenosti (2010). Od 2004. do 2005. radila je kao asistentica na Institutu za društvena istraživanja u Zagrebu. Od 2005. radi na Odsjeku za kulturalne studije Filozofskog fakulteta u Rijeci (2005. asistentica, 2012. docentica, 2019. izvanredna profesorica), gdje predaje kolegije iz područja i kulturalne teorije. Bila je urednica književno-teorijskog časopisa Libra Libera (1999. – 2017.), članica uredništva Zareza (2004. – 09.) i urednica radijske kulturno-medijske emisije Elektrosfera Trećeg programa HR-a (2008. – 09.). Priredila je zbornik tekstova američkog teoretičara Hakima Beya Privremene autonomne zone i drugi tekstovi (2003). Autorica je desetak znanstvenih radova i više priloga u zbornicima.

## Politička djelatnost
U siječnju 2018. godine, nakon isteka rotacijskog mandata Mate Kapovića, ulazi u Gradsku skupštinu Grada Zagreba kao zastupnica Radničke fronte.
Dana 7. svibnja 2018. je u Gradskoj skupštini Grada Zagreba izglasovan prijedlog Radničke fronte (pa time i Lijevog bloka) da Grad radnicima tvrtki Kamensko i Dioki pomogne tako što će otkupiti dio radničkih potraživanja u onom iznosu u kojem su te tvrtke u stečaju Gradu platile komunalnu naknadu. Naknadno je gradonačelnik Milan Bandić, strogo usprotivljen prijedlogu otkupa radničkih potraživanja, sazvao izvanrednu sjednicu kako bi se srušio prijedlog.
Dana 13. rujna 2018., istekom rotacijskog mandata, zamjenjuje ju na poziciji zastupnica Miljenka Ćurković.
Dana 21. siječnja 2019. Radnička fronta, na konferenciji za medije i javnost, najavljuje kandidaturu svoje članice Katarine Peović za predsjedničke izbore u Hrvatskoj.
Također predstavljaju program za demokratski socijalizam 21. stoljeća. Peović je u većini medijski sučeljavanja uživo dominirala u duelima s drugim kandidatima, te se smatrala jednim od ključnih čindbenika relativno kasnog gubitka glasova u centru Miroslava Škore.

## Djela
- Mediji i kultura: ideologija medija nakon decentralizacije. Zagreb 2012., online izdanje 2014.
- Marx u digitalnom dobu: dijalektički materijalizam na vratima tehnologije. Zagreb 2016.